# Крапивин, Леонтий Карпович
Леонтий Карпович Крапивин (26 июня 1928 — 7 июля 1998) — передовик советского сельского хозяйства, токарь Новокубанского районного объединения «Сельхозтехника», Краснодарский край, Герой Социалистического Труда (1971).

## Биография
Родился в 1928 году в станице Прочноокопская, ныне Новокубанского района Краснодарского края, в русской семье.
После окончания обучения в шестом классе, вынужден был прервать учёбу, началась Великая Отечественная война. В январе 1943 года после освобождения Кубани от фашистских захватчиков, Леонтий Карпович трудоустроился в Прочноокопскую МТС учеником слесаря, а через год уже трудился на должности слесарь машинно-тракторной станции. Был призван на военную службу в ряды вооружённых сил СССР, после демобилизации вернулся на родину работать слесарем. 
После образования Новокубанского отделения Сельхозтехники, Крапивин перешёл работать токарем расточником. Занимался обслуживанием и ремонтом всей сельскохозяйственной техники района. Высокие урожаи зерновых в 7-й и 8-й пятилетки в Новокубанском районе стали залогом успеха в том числе и работы ремонтников. Крапивин лично внёс огромный вклад в подготовку и обучение молодых специалистов.       
Указом Президиума Верховного Совета СССР от 8 апреля 1971 года за успехи в деле развития сельского хозяйства и получение высоких показателей по производству продуктов сельского хозяйства Леонтию Карповичу Крапивину было присвоено звание Героя Социалистического Труда с вручением ордена Ленина и медали «Серп и Молот».
Герой был автором рационализаторских предложений по совершенствованию ремонтных работ. В 1973 году был удостоен Ордена Трудового Красного Знамени. 
Более чем тридцать лет отдал Крапивин своей работе. Вышел на заслуженный отдых и проживал в городе Новокубанске. Избирался депутатом городского Совета трудящихся. 
Умер 7 июля 1998 года. Похоронен на городском кладбище. 

## Награды
За трудовые заслуги был удостоен:
- золотая звезда «Серп и Молот» (08.04.1971)
- орден Ленина (08.04.1971)
- Орден Трудового Красного Знамени (07.12.1973)
- другие медали.

- За долголетнюю работу и высокие производственные показатели присвоено звание «Почётный гражданин города Новокубанск» (15.09.1992).